# Cobbler (dolce)
Il cobbler è un dolce tradizionale del Regno Unito e degli Stati Uniti simile al crumble a base di pasta frolla sbriciolata e frutta. 

## Etimologia e storia
Il termine cobbler ("calzolaio") risale al 1859 e ha un'origine incerta. Potrebbe essere che derivi dal termine arcaico cobeler, che significa "ciotola di legno". Le origini del dolce sono incerte e vengono rivendicate dai britannici e gli statunitensi.